# Korkeavaara (kulle i Kajana)
Korkeavaara är en kulle i Finland. Den ligger i Sotkamo i landskapet Kajanaland, i den centrala delen av landet, 400 km norr om huvudstaden Helsingfors. Toppen på Korkeavaara är 225 meter över havet.
Terrängen runt Korkeavaara är platt. Runt Korkeavaara är det mycket glesbefolkat, med 3 invånare per kvadratkilometer. I omgivningarna runt Korkeavaara växer i huvudsak blandskog.